# Scelotes vestigifer
Espèce
Statut de conservation UICN

 LC  : Préoccupation mineure
Scelotes vestigifer est une espèce de sauriens de la famille des Scincidae.

## Répartition
Cette espèce présente en Afrique du Sud et au Mozambique.

## Étymologie
Le nom spécifique vestigifer vient du latin vestigium, un vestige, une trace, et de ferentis, portant, en référence à aux membres postérieurs résiduels de ce saurien.

## Publication originale
- Broadley, 1994 : The genus Scelotes Fitzinger (Reptilia: Scincidae) in Mozambique, Swaziland and Natal, South Africa. Annals of the Natal Museum, vol. 35, p. 237-259 (texte intégral).